# Howard Samuel Irwin
Howard Samuel Irwin, född 28 mars 1928 i Louisville i Kentucky, USA, död 23 januari 2019 i Truro i Storbritannien var en amerikansk botaniker som var specialiserad på Cassia.
Han började sin karriär vid New York Botanical Garden 1960 och var dess ordförande mellan 1973 och 1979.
Mellan 1952 och 1956 undervisade han i botanik i dåvarande Brittiska Guyana. Han återvände till USA för att studera vid University of Texas och erhöll sin doktorsexamen i botanisk taxonomi 1960. Irwin var på åtta expeditioner till Brasilien och Guyana mellan 1960 och 1972 och samordnade den botaniska studien i Planalto do Brasil Program.
Auktorsnamnet H.S.Irwin kan användas för Howard Samuel Irwin i samband med ett vetenskapligt namn inom botaniken; se Wikipediaartiklar som länkar till auktorsnamnet.